# Fabriciidae
Fabriciidae é um grupo de pequenos poliquetas marinhos ou de água doce, incluindo mais de 70 espécies distribuídas mundialmente. Esses organismos costumam habitar águas rasas, mas a espécie Raficiba barryi habita profundidades de até 300 metros.  Esses organismos variam de 0,85mm a 1cm e possuem desenvolvimento direto, com larvas sem grande capacidade de dispersão, de forma que algumas espécies podem chegar a densidades populacionais de até 1,5 milhões de indivíduos por metro quadrado.

## Morfologia
Fabriciidae, assim como os demais Sabellida, se caracteriza por ter uma coroa radiolar, um par de nefrídios excretores anteriores com um único poro, inversão de cerdas e inversão do canal fecal. Seus corpos costumam ser muito pequenos, tendo até 1cm. Possuem dois ou três pares de radíolas. O esqueleto branquial se encontra ausente nessa família, com exceção do grupo Caobangia, o qual também se difere dos demais fabricídeos por ter lóbulos branquiais não separados. Esse grupo também possui lábios ventrais ausentes. Além disso, possuem o anel peristomial anterior em três possíveis organizações: um lóbulo estreito e ventral, um colar membranoso fino ou um lóbulo ventral largo. O colarinho do anel peristomial posterior é ausente. Os uncini torácicos são aciculares, sendo ausentes em Caobangia.
Assim como os demais sabelídeos, os Fabriciidae possuem uma coroa branquial, formada por duas estruturas: os lobos branquiais (que conectam a coroa ao corpo do animal) e as radíolas (que são as projeções tentaculares). Em Fabriciidae, os lobos branquiais se encontram completamente separados e suas radíolas são lisas. Além disso, ao menos alguns gêneros de Fabriciidae, como Fabricia e Fabriciola, apresentam perda do esqueleto branquial, que é um tecido formado por células espessas, contendo vacúolos cheios de líquido e sustentados por um invólucro de material hialino. Nesses gêneros com esqueleto ausente, é comum encontrar estruturas denominadas corações branquiais, que são câmaras circulares localizadas nos lobos branquiais que recebem vasos sanguíneos do tórax. Ainda, em vários gêneros, pode-se observar a presença de estruturas fotossensíveis, como ocelos, localizados nas radíolas. Em alguns gêneros também é possível observar lábios dorsais ou ventrais, que se localizam nas margens internas dos lobos branquiais. Em Fabricia, esses lábios são curvados em direção ao interior.
Logo abaixo da coroa branquial é possível observar, em alguns grupos, uma espécie de “colarinho”. Essa estrutura é uma membrana formada a partir do anel peristomial anterior, sendo geralmente separada por uma lacuna na região dorsal e podendo ter tamanho maior na região ventral. Sua organização também pode ser de uma estrutura mais grossa, arredondada e cônica. Ainda, o colarinho pode incluir uma membrana formada a partir do anel peristomial posterior, tendo características semelhantes.
O tórax de vários desses animais pode possuir unidades oculares, que podem ter pequenas lentes sobre a região pigmentada, que por sua vez é cônica e alongada. Além disso, o tórax possui estruturas rígidas e quitinosas secretadas pelos parapódios, denominadas uncini (quando em neuropódios torácicos) ou cerdas/setas (quando em notopódios torácicos). Essas estruturas são bastante variáveis em forma, podendo ser mais longas e finas, mais curtas e espessas ou qualquer combinação desses estados. O abdômen também possui essas estruturas.

## Diversidade
Tendo apenas em torno de 70 espécies conhecidas, Fabriciidae não é uma família particularmente diversa, em vista das mais de 8400 espécies conhecidas da classe Polychaeta.

#### Reprodutiva
Todos os fabricídeos estudados até hoje são gonocóricos, ou seja, possuem apenas um sexo por indivíduo, em contraste com organismos hermafroditas, por exemplo. Além disso, esses organismos produzem larvas que se desenvolvem de forma direta em adultos. Ainda, os machos desse grupo liberam esperma na água, que é capturado pelas fêmeas e guardado em espermatecas, cuja forma e localização é variável entre as espécies.

#### Formas de vida
Todos os fabricídeos são filtradores capazes de formar tubos, em alguns casos formados de partículas sólidas e muco, e em outros casos calcários, podendo ser permanentes ou temporários. Esses organismos se locomovem com a região posterior voltada para a direção do movimento, arrastando sua coroa tentacular, e liberando uma linha de muco que é periodicamente ingerida. Eles utilizam sua coroa tanto para a filtração quanto para capturar material depositado no substrato adjacente. Esses animais são tipicamente encontrados associados ao substrato rígido ou associados a aglomerados de algas. Eles são encontrados tipicamente na região entremarés, mas podem habitar regiões mais profundas, de até 300 metros. Diferente de outros sabelídeos, suas coroas tentaculares costumam ser menores, o que pode ser um indicativo de que esses animais estão sofrendo uma adaptação para habitar ambientes pobres em nutrientes ou instáveis.

## Taxonomia e Filogenia
Esse clado era originalmente classificado como uma subfamília dentro de Sabellidae, tendo o nome Fabriciinae, cunhado por Rioja, em 1923, mas análises filogenéticas moleculares mais recentes demonstraram que esses organismos são mais relacionados aos Serpulidae do que aos outros Sabellida, sendo elevados à categoria de família.
A primeira análise cladística de Sabellidae foi feita em 1989, por Fitzhugh, que considerou fabriciinae como grupo irmão de sabellinae, com os dois grupos fazendo parte de Sabellidae. Entretanto, as apomorfias que sustentavam esse grupo eram limitadas, de forma que Kupryianova e Rouse, fazendo uso de análises de dados genéticos, observaram que Fabriciinae seria grupo irmão de Serpulidae Rafinesque 1815, com Sabellidae sendo grupo irmão da união dos dois grupos anteriores. Para evitar alterações radicais na taxonomia de Serpulidae, esses autores propuseram retirar Fabriciinae de Sabellidae, elevando esse grupo ao nível de família, sendo então chamado de Fabriciidae.
Estudos mais recentes elucidaram a filogenia interna de Fabriciidae, sugerindo que algumas das sinapomorfias desse grupo são:
- Espermiogênese ocorre apenas no tórax;
- Espermiogênese ocorrendo em aglomerações associadas a um citóforo central;
- Ducto espermático dorsal único;
- Projeções nucleares no esperma;
- Espessamento da membrana nuclear do esperma;
- Um filamento extra-axonêmico.

Filogenia de Fabriciidae:

|  | Manayunkia spp.   |
|  |                   |
|  | Monroika africana |
|  |                   |

|  | Demais fabricídeos |
|  |                    |

|  | Manayunkia spp.   |
|  |                   |
|  | Monroika africana |
|  |                   |

|  | Demais fabricídeos |
|  |                    |

|  | Manayunkia spp.   |
|  |                   |
|  | Monroika africana |
|  |                   |

|  | Demais fabricídeos |
|  |                    |

|  | Manayunkia spp.   |
|  |                   |
|  | Monroika africana |
|  |                   |

|  | Demais fabricídeos |
|  |                    |

|  | Manayunkia spp.   |
|  |                   |
|  | Monroika africana |
|  |                   |

|  | Demais fabricídeos |
|  |                    |

|  | Manayunkia spp.   |
|  |                   |
|  | Monroika africana |
|  |                   |

|  | Demais fabricídeos |
|  |                    |

|  | Manayunkia spp.   |
|  |                   |
|  | Monroika africana |
|  |                   |

|  | Demais fabricídeos |
|  |                    |

|  | Manayunkia spp.   |
|  |                   |
|  | Monroika africana |
|  |                   |

|  | Demais fabricídeos |
|  |                    |

|  | Manayunkia spp.   |
|  |                   |
|  | Monroika africana |
|  |                   |

|  | Demais fabricídeos |
|  |                    |

|  | Manayunkia spp.   |
|  |                   |
|  | Monroika africana |
|  |                   |

|  | Demais fabricídeos |
|  |                    |

|  | Manayunkia spp.   |
|  |                   |
|  | Monroika africana |
|  |                   |

|  | Demais fabricídeos |
|  |                    |

|  | Manayunkia spp.   |
|  |                   |
|  | Monroika africana |
|  |                   |

|  | Demais fabricídeos |
|  |                    |

|  | Manayunkia spp.   |
|  |                   |
|  | Monroika africana |
|  |                   |

|  | Demais fabricídeos |
|  |                    |

|  | Manayunkia spp.   |
|  |                   |
|  | Monroika africana |
|  |                   |

|  | Demais fabricídeos |
|  |                    |

|  | Manayunkia spp.   |
|  |                   |
|  | Monroika africana |
|  |                   |

|  | Demais fabricídeos |
|  |                    |

|  | Manayunkia spp.   |
|  |                   |
|  | Monroika africana |
|  |                   |

|  | Demais fabricídeos |
|  |                    |

Estudos ainda mais recentes apontam para o fato de que, na verdade, Fabriciidae é o grupo irmão da união de Sabellidae e Serpulidae.
|  | Fabriciidae                                               |
|  |                                                           |
|  | \| \| Serpulidae \| \| \| \| \| \| Sabellidae \| \| \| \| |
|  |                                                           |
|  | Serpulidae                                                |
|  |                                                           |
|  | Sabellidae                                                |
|  |                                                           |

|  | Serpulidae |
|  |            |
|  | Sabellidae |
|  |            |

|  | Fabriciidae                                               |
|  |                                                           |
|  | \| \| Serpulidae \| \| \| \| \| \| Sabellidae \| \| \| \| |
|  |                                                           |
|  | Serpulidae                                                |
|  |                                                           |
|  | Sabellidae                                                |
|  |                                                           |

|  | Serpulidae |
|  |            |
|  | Sabellidae |
|  |            |

Além disso, a família Fabriciidae contém 26 gêneros descritos, sendo que alguns destes foram descritos independentemente, sendo sinonimizados depois, como o gênero Amphicora Ehrenberg, 1836 que foi aceito como Fabricia Blainville, 1828. Além disso, a própria família Fabriciidae já foi classificada como Eriographidae por Malmgrem, em 1866.